# Reid Flair
 (avril 2025).
Si vous disposez d'ouvrages ou d'articles de référence ou si vous connaissez des sites web de qualité traitant du thème abordé ici, merci de compléter l'article en donnant les références utiles à sa vérifiabilité et en les liant à la section « Notes et références ».
En pratique : Quelles sources sont attendues ? Comment ajouter mes sources ?
Richard Reid Fliehr était un catcheur professionnel américain connu sous le nom de Reid Flair né le 26 février 1988 à Charlotte en Caroline du Nord et mort le 29 mars 2013  dans cette ville. Il était le plus jeune fils de Ric Flair et le demi-frère du catcheur David Flair.

## Carrière
Durant ses années de lycée, Fliehr est un lutteur accompli. Durant un tournoi, Fliehr s'attaque à un concurrent quand celui-ci se moque de son père. En avril 1998, Fliehr remporte le AAU National Wrestling Tournament.
Fliehr a catché deux matchs à la World Championship Wrestling (WCW). Le premier le 4 octobre 1998 en battant Eric Bischoff et le 12 juin 2000 en perdant face à son frère David Flair et Vince Russo dans un match par équipe avec Ric Flair.
En 2008, Fleihr est entraîné par Harley Race. Il fait ses débuts dans le monde du catch le 6 décembre 2008, sous le nom de « Reid Flair », en faisant équipe avec son frère David, ils battent les The Nasty Boys à Charlotte, avec Hulk Hogan comme arbitre spécial. En décembre 2012 il signe un contrat avec la All Japan Pro Wrestling.
Le 29 mars 2013, Reid est décédé à Charlotte, en Caroline du Nord. L'autopsie révèle que Reid est décédé des suites d'une overdose de drogue à base d'héroïne, de tranquillisants au clonazépam et d'alprazolam.

## Palmarès
- NWA Charlotte
  - 1 fois NWA Mid-Atlantic Heritage Champion en 2009